# Bulbophyllum protectum
Bulbophyllum protectum là một loài phong lan thuộc chi Bulbophyllum.